# Bernard Chiarelli
Bernard Christian Chiarelli (* 24. Februar 1934 in Valenciennes, Département Nord; † 17. November 2024 in Saint-Saulve, Département Nord) war ein französischer Fußballspieler und -trainer.

## Im Verein
Der Verbinder begann seine Karriere 1952 beim Profiverein seiner Heimatstadt, der US Valenciennes, mit der er 1956 in die Division 1 aufstieg. In den folgenden beiden Spielzeiten kämpfte der nordfranzösische Klub erfolgreich gegen den Abstieg; an einen Titelgewinn in Meisterschaft oder Coupe de France war dabei nicht zu denken: Rang 14 bedeutete für Bernard Chiarelli die bis dahin beste Platzierung seiner Laufbahn.
Sein Transfer von VA (so die geläufige Bezeichnung für die US Valenciennes-Anzin) zum Nachbarn Racing Lens im Sommer 1958 löste eine heftige Kontroverse bei seinem neuen Klub aus: die Ablösesumme von 25 Mio. alten Francs (etwa 250.000 DM, damals ein hoher Betrag) erschien der sportlichen Leitung zu hoch für einen Spieler, der „ein feiner Techniker war, damit aber kaum zur kampfbetonten Spielweise der Mannschaft passte“ – und diese nach nur einer einzigen Saison, in der es auf Platz 16 erneut nur knapp gelungen war, dem Abstieg zu entgehen, auch wieder verließ. Chiarelli blieb in der Region und spielte die nächsten beiden Jahre für den OSC Lille. 1959/60 erreichte der Zweitligist das Pokalviertelfinale; weiter sollte der Spieler es in diesem Wettbewerb nie mehr bringen, und der Aufstieg gelang dem Klub ebenfalls nicht.
1961 kehrte Chiarelli durch seinen Wechsel zur UA Sedan-Torcy in die Division 1 zurück und spielte während zwei Saisons endlich einmal in der Spitzengruppe mit: 1962 als Fünfter und 1963 als Dritter der Abschlusstabelle. Außerdem stand er 1962/63 noch einmal im Pokalviertelfinale, bevor er sich nach Ende dieser Spielzeit Le Havre AC, dem Doyen des französischen Fußballs, anschloss. Dies allerdings bedeutete die Rückkehr in die Zweitklassigkeit – und 12 Monate später stieg der Klub sogar freiwillig ins Amateurlager ab. Ob Chiarelli diesen Weg in die Drittklassigkeit noch mitgegangen ist – er war zu diesem Zeitpunkt erst 30 Jahre alt –, ist nicht bekannt. 

### Stationen
- Union Sportive Valenciennes-Anzin (1952–1958 [erst ab 1956 in D1], 59 Spiele/8 Tore)
- Racing Club Lens (1958/59, 33/6)
- Lille Olympique SC (1959–1961, in D2)
- Union Athlétique Sedan-Torcy (1961–1963, 43/6)
- Le Havre AC (1963–?, in D2)

Insgesamt 135 Spiele und 20 Tore in der Division 1.

## In der Nationalelf
Bernard Chiarelli bestritt im April 1958 gegen die Schweiz sein einziges A-Länderspiel in der französischen Nationalmannschaft. Dabei rutschte er nur deswegen in die Elf, weil die in Algerien gebürtigen Mekhloufi, Ben Tifour und Zitouni sich entschlossen hatten, im Unabhängigkeitskampf ihres Heimatlandes den Front de Libération Nationale (FLN) gegen die französische Herrschaft zu unterstützen. Nachdem sie im April 1958 in einer algerischen FLN-Nationalauswahl gespielt hatten, berücksichtigte sie der französische Fußballverband nicht mehr. Demzufolge wurde Chiarelli kurzfristig auch in den WM-Kader 1958 berufen, bei der Endrunde in Schweden aber nicht eingesetzt – den etatmäßigen Seitenläufern Armand Penverne und Jean-Jacques Marcel konnte er ihre Position nicht streitig machen.

## Leben nach der Spielerzeit
Chiarelli arbeitete ab Mitte der 1960er Jahre als Trainer, unter anderem von 1968 bis 1977 bei Amicale Lucé FC, die er in die zweite Liga führte. Weitere Stationen konnten nicht ermittelt werden.
Bernard Chiarelli starb am 17. November 2024 in Saint-Saulve im Alter von 90 Jahren.